# Епихарм
Епихарм (550 — 460 пре нове ере) био је грчки драматичар и филозоф.

## Биографија
Он је народну лакрдију сицилску увео у књижевност и уметнички је дотерао. Платон га сматра за највећег комичара (Theaet. 152 Ε), Рођен је у сиканској варошици Красту, али је већ као дете са својим оцем дошао у сицилску Мегару, а доцније, око год. 486, у Сиракузу, где је живео и певао за владе тирана Гелона и Хијерона и умро пошто је навршио деведесет (D. L. VIII 3) или деведесет и седам (Luc. Macrob. 25) година.
Од његових четрдесет комедија (које је Аристотел изричито назвао «драмама») сачувало се више натписа и одломака. Из њих се види да је градиво узимао не само из свакодневног живота (на пример за комаде Земља и море, Мегаранка,Сељак, Свечари, Нада или богатство) него и из митологије, нарочито из живота незаситнога Херакла и из живота лукавог и довитљивог Одисеја (на пример за комаде Бусирид, Хебина свадба, Одисеј као уходник). Комади с митским градивом нису били у ствари друго него травестије хомерскога света хероја и богова.
Епихарм је имао веома високо филозофско образовање: оно што даје дубљу садржину његовим комедијама јесте познавање Ксенофанове и Хераклитове филозофије, као и учења елејске и питагоровачке школе, и на основу тога може се закључити да су и његове травестије митова и карикатуре богова биле нешто више но голо играње досеткама. Ако су у његовој земљи и биле чувене dapes Siculae, те су и његови комади пуни гастрономских израза, ипак је он у својих гледалаца претпостављао интересовање за етичка и дијалектичка питања, па се и сам живо интересовао за дискусије у тадашњим доњоиталским цветним филозофским школама, из којих су филозофска зрна допирала и у Сиракузу, и он их доносио у својим комедијама. У том послу он је био еклектичар, али је исказивао и своје сопствене мисли као резултате критичког посматрања своје околине, па је критички став препоручивао и другима:
„Буди трезвен и научи се сумњати, то је кичма духа“ (фрг. 13 Diels 5).
Штавише, филозофска доксографија узима да је Епихарм био филозоф у правом смислу те речи, и зато га Диоген Лаертије убраја међу присталице питагоровачке школе (Сотт. in Plat. Theaet., Berl. Klass. 2, 1905, ρ. 47 col. 71, 12; D. L. УШ 78; Plut. Num. 8; Clem. A. Strom. V 101 pp. 708P). Било како му драго, он је био прави филозоф комичке позорнице у оном смислу у коме је Еурипид био филозоф трагичке позорнице.
Из његових комада сачувано је много дубоких мисли, духовитих пословица и подесних правила за живот, и зато га Теокрит слави не само као творца комедије него и као ризничара драгоцених мудрости ο свету и животу (Ер. 18 Wil.) Он се држи елементарне народне филозофије, али грубом и бесмисленом чулном уживању и мекуштву противставља напрезање, очвршћивање и постојаност.
Од његових одломака доносимо у преводу ове:
„Највећа попутнина за људе јесте побожан живот“ (18);
„За човека је најбоља ствар бити здрав, тако се бар мени чини“ (19);
од живота не треба уопште много очекивати и зато:
„Удешавај своје мисли тако да можеш не само дугорочно него и краткорочно живети“ (24);
„Вежба даје више но добар дан“ (33);
„За труд нам богови дају сва добра“ (36);
„Неваљалче, не мисли на оно што је лако да те не савлада оно што је тешко“ (37);
„Мудрац не треба да размишља после дела, него пре њега“ (41);
„Ко год мање греши (но други), то је најбољи човек: јер нико није невин, нико без прекора“ (46).
Тако су Епихармове комедије биле проткане изобиљем позитивне животне мудрости, која је песнику обезбедила дивљење и поштовање у потомству: из његове ризнице црпли су не само доцније комедиографи него и пријатељи филозофских рефлексија, антологичари и паремиографи, као Стобеј и Зенобије.